# ATP5G1
El gen ATP5MC1 es uno de los tres parálogos humanos que codifican la subunidad c de membrana de la ATP sintasa mitocondrial.

## Función
Este gen codifica una subunidad de la ATP sintasa mitocondrial. La ATP sintasa mitocondrial cataliza la síntesis de ATP, utilizando un gradiente electroquímico de protones a través de la membrana interna durante la fosforilación oxidativa. La ATP sintasa se compone de dos complejos de múltiples subunidades enlazadas: el núcleo catalítico soluble, F1, y el componente que atraviesa la membrana, Fo, que comprende el canal de protones. La porción catalítica de la ATP sintasa mitocondrial consta de 5 subunidades diferentes (alfa, beta, gamma, delta y épsilon) ensambladas con una estequiometría de 3 alfa, 3 beta y un único representante de los otros 3. El canal de protones parece tener nueve subunidades (a, b, c, d, e, f, g, F6 y 8). Este gen es uno de los tres genes que codifican la subunidad c del canal de protones. Cada uno de los tres genes tiene secuencias de importación mitocondriales distintas pero codifican la proteína madura idéntica. Alternativamente, se han identificado variantes de transcripciones empalmadas que codifican la misma proteína.